# Sesean
Der Sesean ist ein 2150 m hoher Berg auf der indonesischen Insel Sulawesi. Er liegt rund 10 Kilometer nördlich von Rantepao im Bezirk (Kabupaten) Toraja Utara der Provinz Sulawesi Selatan. Der Berg wird sowohl von Indonesiern wie von ausländischen Touristen wegen seiner Aussicht gerne bestiegen. Von Batutumonga sind es ca. 3 Stunden zu Gipfel. 